# Noel Grealish
Noel Grealish (irl. Nollaig Ó Greallóis; ur. 16 grudnia 1965 w Galway) – irlandzki polityk i przedsiębiorca, parlamentarzysta krajowy, w 2009 ostatni lider Progresywnych Demokratów.

## Życiorys
Absolwent szkoły średniej St Mary's College w Galway. Zajął się prowadzeniem własnej działalności gospodarczej. Zaangażował się w działalność polityczną w ramach Progresywnych Demokratów. W 1999 został wybrany na radnego hrabstwa Galway z okręgu Oranmore. W wyborach w 2002 uzyskał mandat deputowanego do Dáil Éireann 29. kadencji, utrzymał go również w 2007 na 30. kadencję jako jeden z dwóch przedstawicieli PD. W marcu 2009 objął obowiązki przewodniczącego Progresywnych Demokratów, pełnił je do listopada tegoż roku. Był ostatnim liderem tego ugrupowania, które w kolejnym miesiącu zostało rozwiązane. Do 2010 wspierał rządzącą koalicję zdominowaną przez Fianna Fáil, później przeszedł do opozycji. W 2011, 2016, 2020 i 2024 ponownie wybierany do niższej izby irlandzkiego parlamentu jako kandydat niezależny.
W styczniu 2025 dołączył do administracji rządowej Micheála Martina, został wówczas ministrem stanu ds. promocji żywności, nowych rynków, badań naukowych i rozwoju (z uprawnieniem udziału w posiedzeniach gabinetu).